# 三河三谷駅
三河三谷駅（みかわみやえき）は、愛知県蒲郡市三谷町上野にある、東海旅客鉄道（JR東海）東海道本線の駅である。駅番号はCA46。
運行形態の詳細は「東海道線 (名古屋地区)」を参照。

## 概要
蒲郡市内の住宅街の中にある駅で、蒲郡市内の観光地「三谷温泉」の最寄り駅でもある。普通列車および早朝・深夜のみに運転される岡崎以東で各駅に停車する区間快速のほか、快速・新快速の約半数が停車する。（日中帯・毎時3本停車）
1999年（平成11年）12月4日のダイヤ改正前までは全ての快速（青、緑両方）が停車していたが新快速は通過だった。
地元住民による請願駅で用地買収資金、駅舎建設費などの費用を地区住民の寄付でまかなわれた（当時の金額で27万8,000円）。三谷温泉の最寄り駅であるものの蒲郡駅からのマイクロバス利用が多い。

## 歴史
- 1908年（明治41年）5月25日：三谷町長より鉄道院総裁へ一回めの請願書を提出[4]。
- 1909年（明治42年）3月：三谷町長より鉄道院総裁へ二回めの請願書を提出[4]。
- 1923年（大正12年）8月4日：三谷町長より鉄道大臣へ三回めの請願書を提出[4]。
- 1926年（大正15年）
  - 7月：名古屋鉄道局 新駅係が来町し、実地調査を行う[4]。
  - 10月15日：全国紙に中間駅候補地として認められた旨の記事が掲載される[4]。
  - 10月20日：新駅設置期成同盟会が組織される[4]。
  - 10月24日：工事費中、10万円追加寄付の件で緊急町会で原案可決[4]。
  - 10月28日：三谷町長から鉄道大臣へ陳情書を提出[4]。
  - 12月8日：鉄道大臣の決裁が下りる[4]。
- 1927年（昭和2年）
  - 2月：第一回測量[4]。
  - 7月：第二回測量[4]。
- 1928年（昭和3年）2月11日：工事着手[4]。
- 1929年（昭和4年）7月3日：国鉄東海道本線の御油（現・愛知御津） - 蒲郡間に新設開業。一般駅[4][5]。
- 1974年（昭和49年）10月1日：貨物の取扱を廃止[5]。
- 1986年（昭和61年）11月1日：荷物の取扱を廃止[5]。
- 1987年（昭和62年）4月1日：国鉄分割民営化により東海旅客鉄道の駅となる[5]。
- 1990年（平成2年）：駅舎改築。
- 2006年（平成18年）11月25日：TOICA導入。
- 2009年（平成21年）12月17日：TOICA対応タッチパネル式自動券売機稼働開始。
- 2017年（平成29年）
  - 9月30日：JR全線きっぷうりばの営業を終了[6]。
  - 10月1日：集中旅客サービスシステム（現・お客様サポートサービス）の使用開始に伴い終日無人化[6][3]。ただし、当駅には周辺駅へ出向く東海交通事業の係員が事務所に常駐[3]。
- 2019年（平成31年）3月19日：エレベーター、多機能トイレ使用開始[7]。

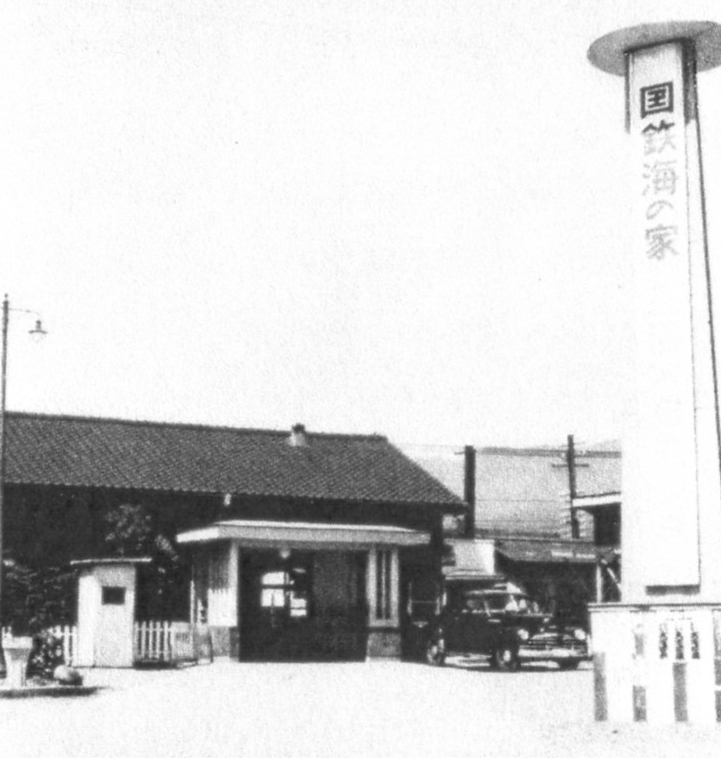
旧駅舎

## 駅構造
相対式ホーム2面2線を有する地上駅。上下本線の間に1本の中線（待避線）がある。この中線は国鉄時代に撤去されていたが、蒲郡駅周辺連続立体交差事業開始に伴い再び敷設された。駅舎は下り線側東京方（南側）にあり、上下ホームを結ぶ跨線橋がある。跨線橋に車いす対応エレベーターがある。駅舎の西側には保線車両用の留置線がある。
蒲郡駅が管理する無人駅である。駅舎内には自動券売機（TOICA対応）が1台、簡易型自動改札機（TOICA対応）、改札口にLED式発車案内板が設置されている。改札内に多機能トイレ、改札外にトイレがある。なお東海キヨスクは2009年（平成21年）で閉店し、2010年（平成22年）2月、跡地は更地になった。

### のりば
| 番線 | 路線          | 方向 | 行先     |
| ---- | ------------- | ---- | -------- |
| 1    | CA 東海道本線 | 下り | 大垣方面 |
| 2    | CA 東海道本線 | 上り | 豊橋方面 |

（出典：JR東海:駅構内図）

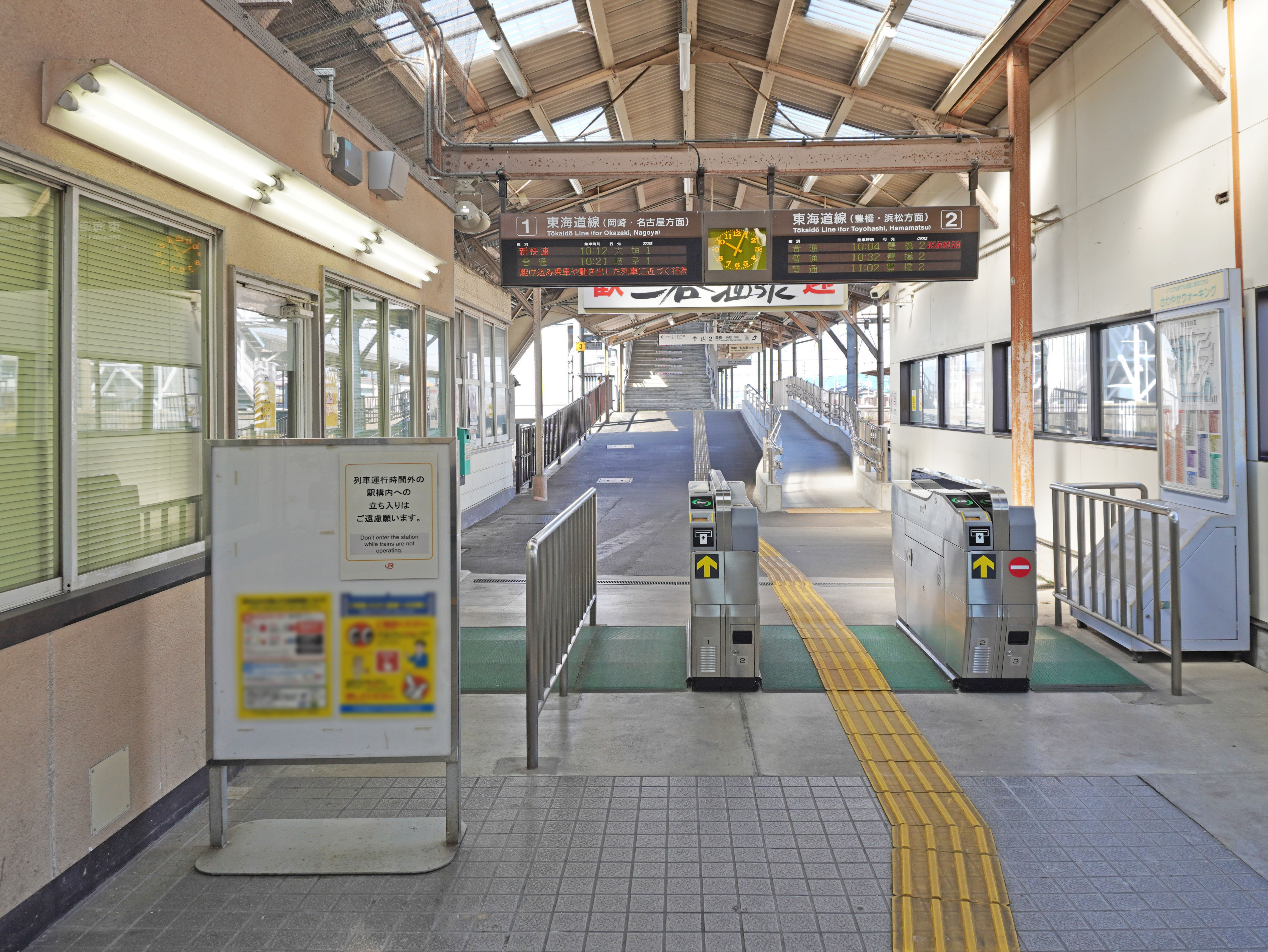
改札口（2022年10月）
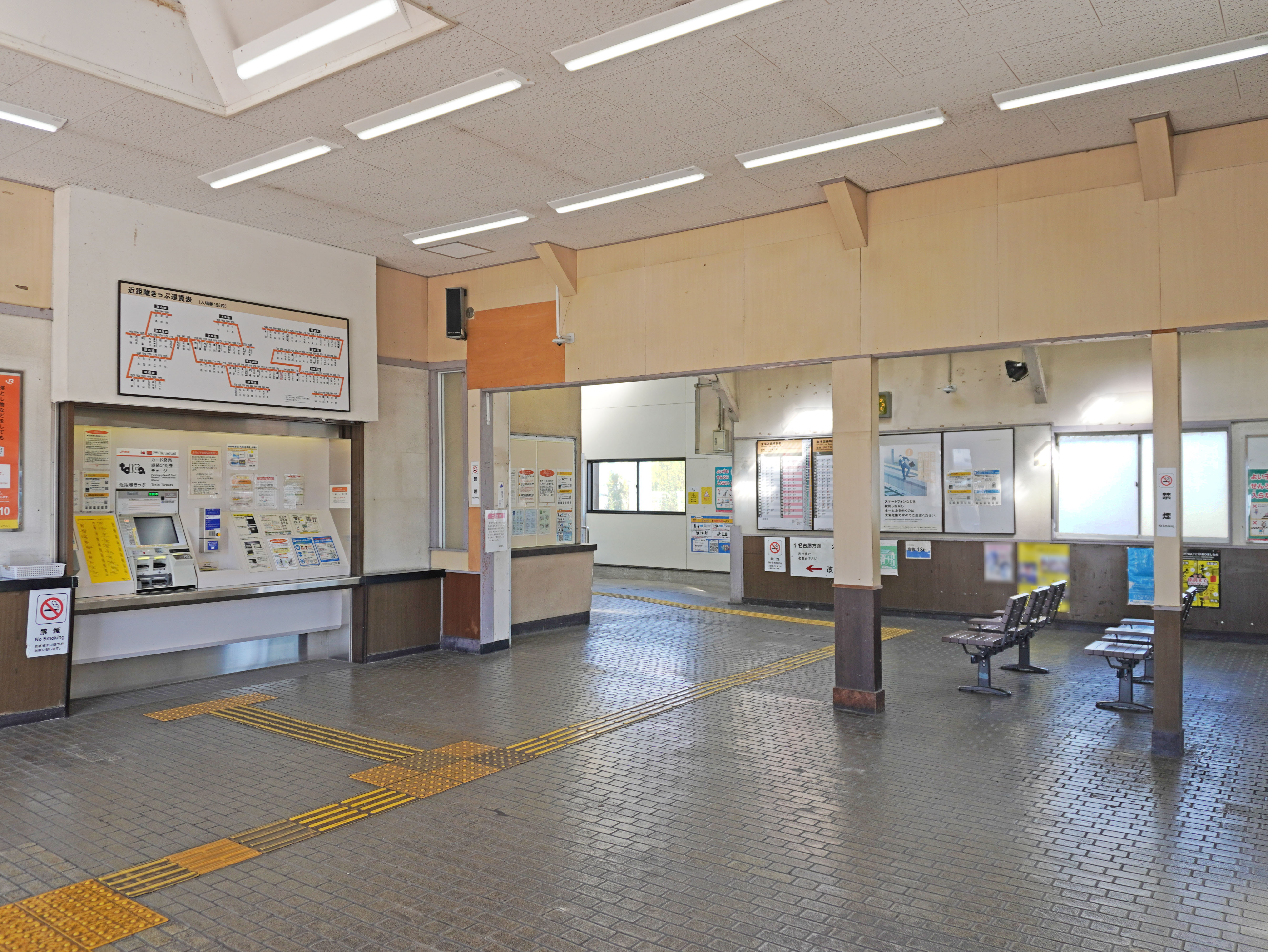
待合室と自動券売機（2022年10月）
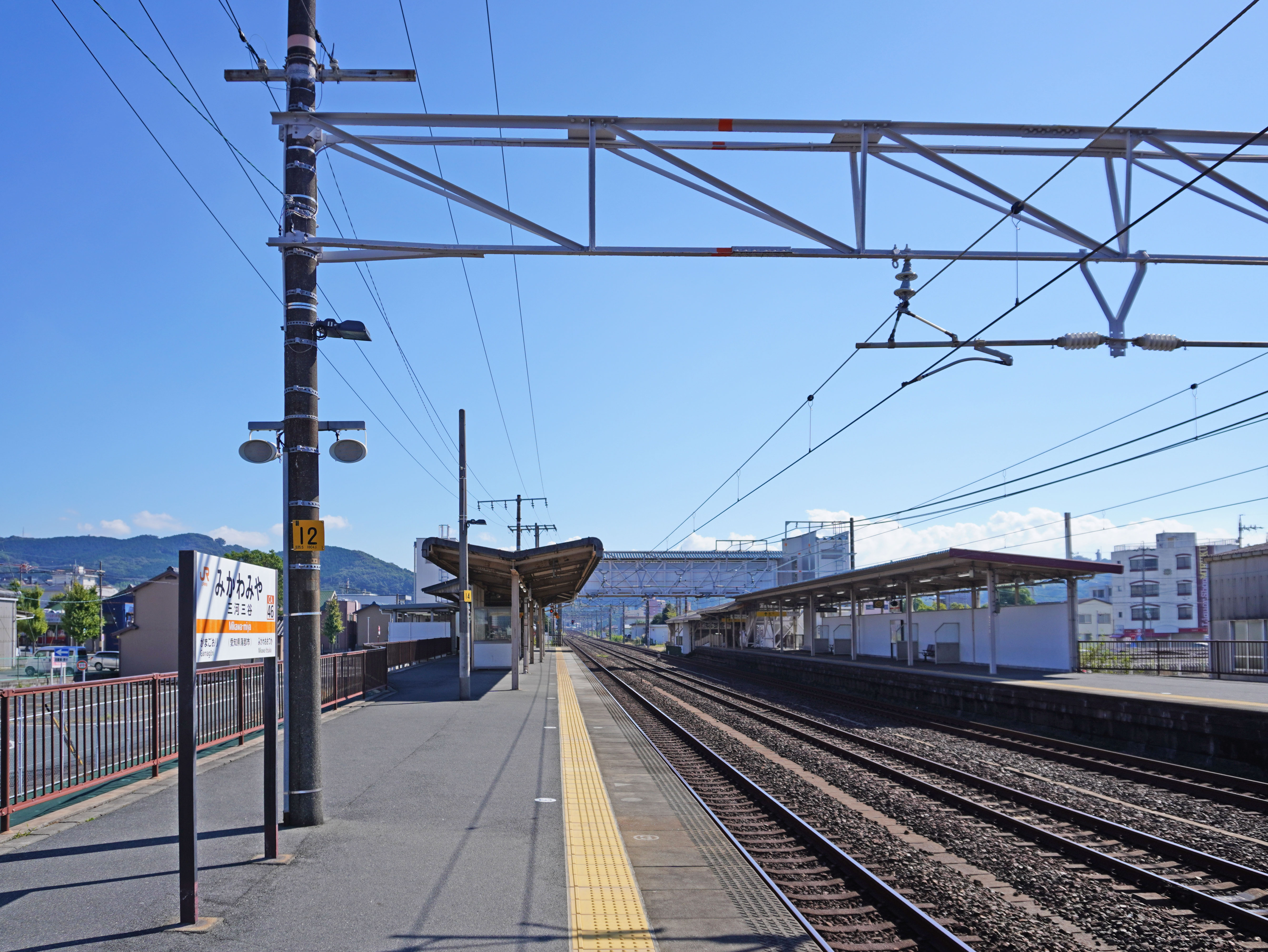
ホーム（2022年10月）
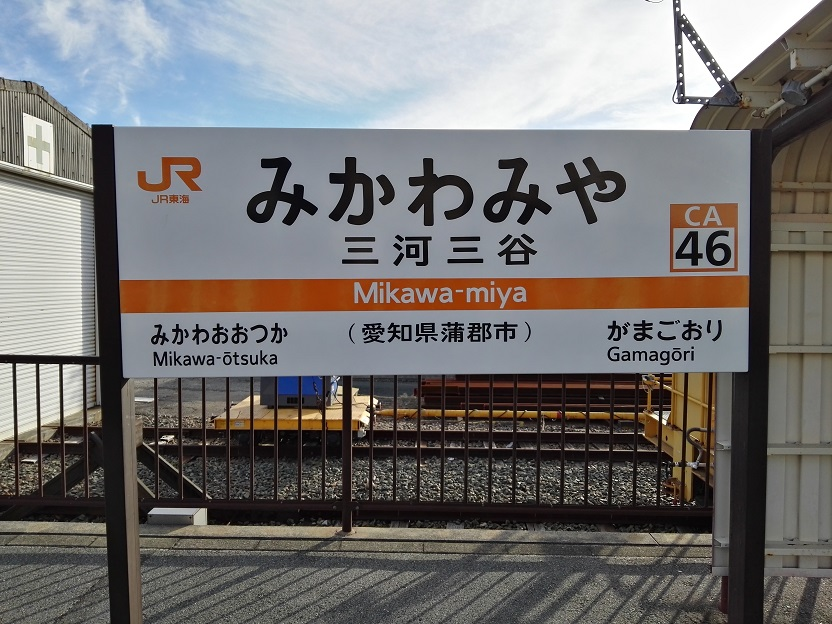
駅名標（2018年11月）

## 利用状況
「蒲郡の統計」によれば、近年の1日平均乗車人員は以下の通り。
| 年度               | 1日平均 乗車人員 |
| ------------------ | ---------------- |
| 2004年（平成16年） | 2,025            |
| 2005年（平成17年） | 2,025            |
| 2006年（平成18年） | 1,996            |
| 2007年（平成19年） | 1,999            |
| 2008年（平成20年） | 2,028            |
| 2009年（平成21年） | 1,952            |
| 2010年（平成22年） | 1,961            |
| 2011年（平成23年） | 1,970            |
| 2012年（平成24年） | 1,939            |
| 2013年（平成25年） | 1,967            |
| 2014年（平成26年） | 1,904            |
| 2015年（平成27年） | 1,913            |
| 2016年（平成28年） | 1,908            |
| 2017年（平成29年） | 1,940            |
| 2018年（平成30年） | 1,955            |
| 2019年（令和元年） | 1,897            |
| 2020年（令和02年） | 1,552            |
| 2021年（令和03年） | 1,607            |

## 駅周辺
- 国道23号
- 市役所通り
- 三谷漁港
- 三谷温泉
- 愛知県立三谷水産高等学校
- 蒲郡市立三谷小学校
- みや児童館
- 蒲郡市東部市民センター
- 蒲郡信用金庫三谷支店
- 愛知県中央信用組合三谷支店
- 三谷郵便局
- 蒲郡ホテル

## バス路線
三河三谷駅
- 名鉄バス　三河三谷駅停留所
  - 病院丸山線：蒲郡市民病院・丸山住宅
- 蒲郡市コミュニティバス「とがみくるりんバス」[8]
  - 右回り（火・木・土曜日）
  - 左回り（火・木・土曜日）
- 蒲郡市コミュニティバス「おおしまくるりんバス」[9]
  - 右回り（火・木・土曜日）
  - 左回り（火・木・土曜日）

三谷駅口
- 名鉄バス
  - 国道23号線上にある。ラグーナ直行便を除く路線バス全便が停車する。

※ このほか、三谷温泉の各温泉宿に直通するシャトルバスが発着する。

## 隣の駅
東海旅客鉄道（JR東海）
CA 東海道本線
■特別快速
通過
■新快速（一部列車のみ停車）
豊橋駅（CA42）-（三河大塚駅（CA45）/土日朝上り一部）- 三河三谷駅 (CA46) - 蒲郡駅 (CA47)
■快速（一部列車のみ停車）
豊橋駅 (CA42) - 三河三谷駅 (CA46) - 蒲郡駅 (CA47)
■区間快速・■普通
三河大塚駅 (CA45) - 三河三谷駅 (CA46) - 蒲郡駅 (CA47)